# Harengula thrissina
Harengula thrissina és una espècie de peix pertanyent a la família dels clupeids.

## Descripció
- Pot arribar a fer 12,5 cm de llargària màxima (normalment, en fa 8).
- 13-21 radis tous a l'aleta dorsal i 15-17 a l'anal.[6][7]

## Subespècies
- Harengula thrissina thrissina (des del golf de Califòrnia fins a Panamà)
- Harengula thrissina peruana (des de Panamà fins al Perú).[6]

## Reproducció
És ovípar amb larves i ous planctònics.

## Alimentació
Menja crustacis planctònics.

## Depredadors
És depredat per Trachinotus rhodopus i Mycteroperca rosacea.

## Ecologia
Es troba al Pacífic oriental des de La Jolla (Califòrnia, els Estats Units) fins, si més no, la regió de Callao (el Perú).
És un peix marí i d'aigua salabrosa, pelàgic-nerític i de clima tropical (33°N-17°S, 115°W-76°W) que viu entre 0-50 m de fondària.

## Ús comercial
És emprat com a esquer a Mèxic i Costa Rica.

## Observacions
És inofensiu per als humans.